# Rue Sainte-Catherine (Nancy)
Pour les articles homonymes, voir Rue Sainte-Catherine.
La rue Sainte-Catherine est une voie de la commune de Nancy, sise au sein du département de Meurthe-et-Moselle, en région Lorraine.

## Situation et accès
La rue Sainte-Catherine, d'une direction générale est-ouest, est sise au sein de la Ville-neuve, et appartient administrativement au quartier Charles III - Centre Ville. Elle relie la place Stanislas, vers l'ouest, à la porte Sainte-Catherine, à proximité du canal de la Marne au Rhin et du port de plaisance de la cité ducale, à l'est. Elle donne une intersection avec les rues Guibal et Godron.
La rue Sainte-Catherine est desservie par la ligne 1 du tramway, via les stations « Cathédrale » et « Division-de-Fer », situées à environ 250 mètres de la voie. La ligne de bus n°19 dessert également la partie orientale de la rue, à l'arrêt « Sainte-Catherine », près de la porte éponyme.

## Origine du nom
C'est en l'honneur de son épouse, la reine de Pologne, Catherine Opalinska, que Stanislas donna ce vocable à cette nouvelle rue de Nancy, tracée en grande partie dans l'ancien potager ducal.

## Historique
Création contemporaine du règne de Stanislas Leszczynski, la rue Sainte-Catherine fut tracée sur l'ancien potager du duc Léopold. Les premiers habitants sont recensés en 1752. Sa fonction initiale était d'embellir la perspective de la Place Stanislas en l'ouvrant vers l'est et d'apporter un prolongement oriental à la rue de l'Esplanade, devenue rue Stanislas.
Elle fut successivement nommée « rue Saint-Stanislas » en 1754, « rue Sainte-Catherine » en 1758, « Rue Neuve Sainte-Catherine » en 1767, puis « rue des Volontaires nationaux » en 1791 et « rue de la Garde Nationale » en 1795 avant de prendre son nom actuel en 1805.
Dans le cadre de la rénovation et de la piétonisation de la place Stanislas en 2005, la partie occidentale de la rue Sainte-Catherine a été fermée à la circulation automobile.

## Bâtiments remarquables et lieux de mémoire
- no 1 : Opéra national de Lorraine, à l'angle de la place Stanislas
- no 5-7 : Ancien hôpital des Frères de la Charité[2], bâtiment objet d’une inscription au titre des monuments historiques depuis 1944[3]
- no 6 : Hôtel du Baron Vincent, utilisé comme annexe de l'Hôtel de préfecture de Meurthe-et-Moselle  servant de pôle d'accueil du public
- no 34 : Muséum-aquarium de Nancy classé au titre des monuments historiques par arrêté du 6 décembre 2016[4]
- no 36 : Entrée du jardin Alexandre-Godron
- no 45 : Caserne Thiry, édifice militaire objet d’une inscription au titre des monuments historiques depuis 1952[5]
- À l'extrémité Est : Porte Sainte-Catherine, porte de ville classée monument historique par un arrêté du 15 janvier 1925[6]

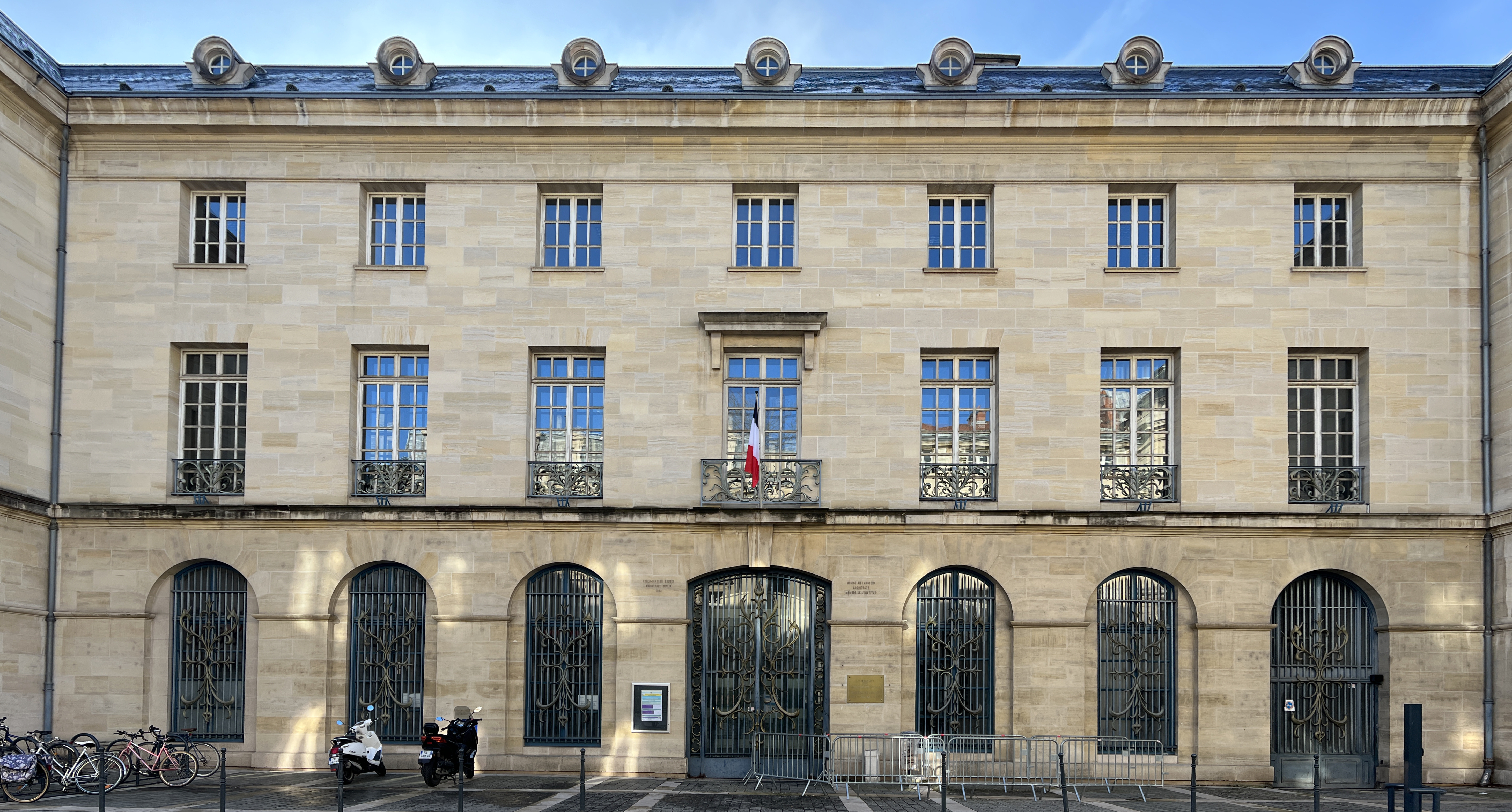
Hôtel du baron Vincent,
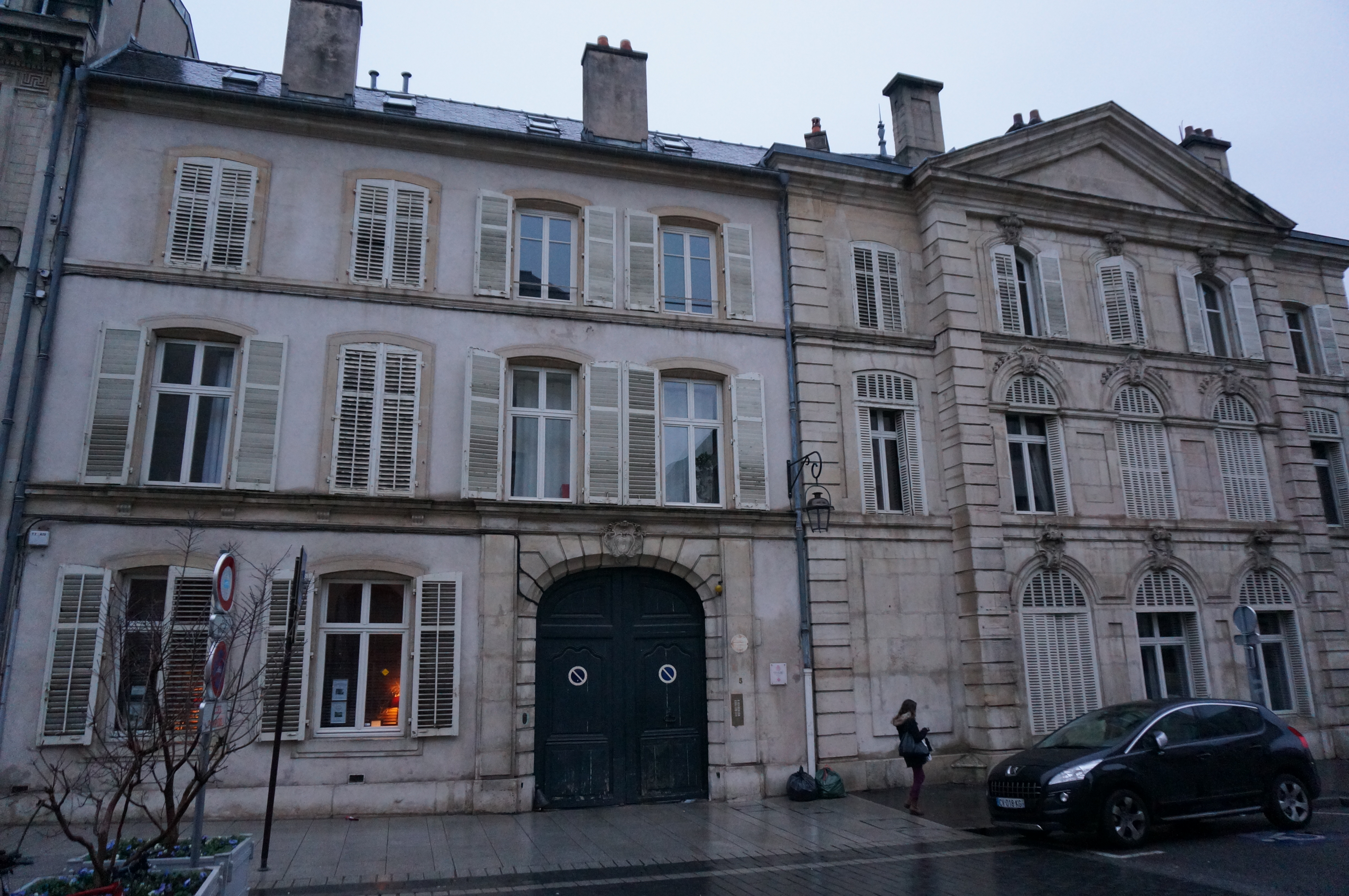
Ancien hôpital des frères de la Charité.
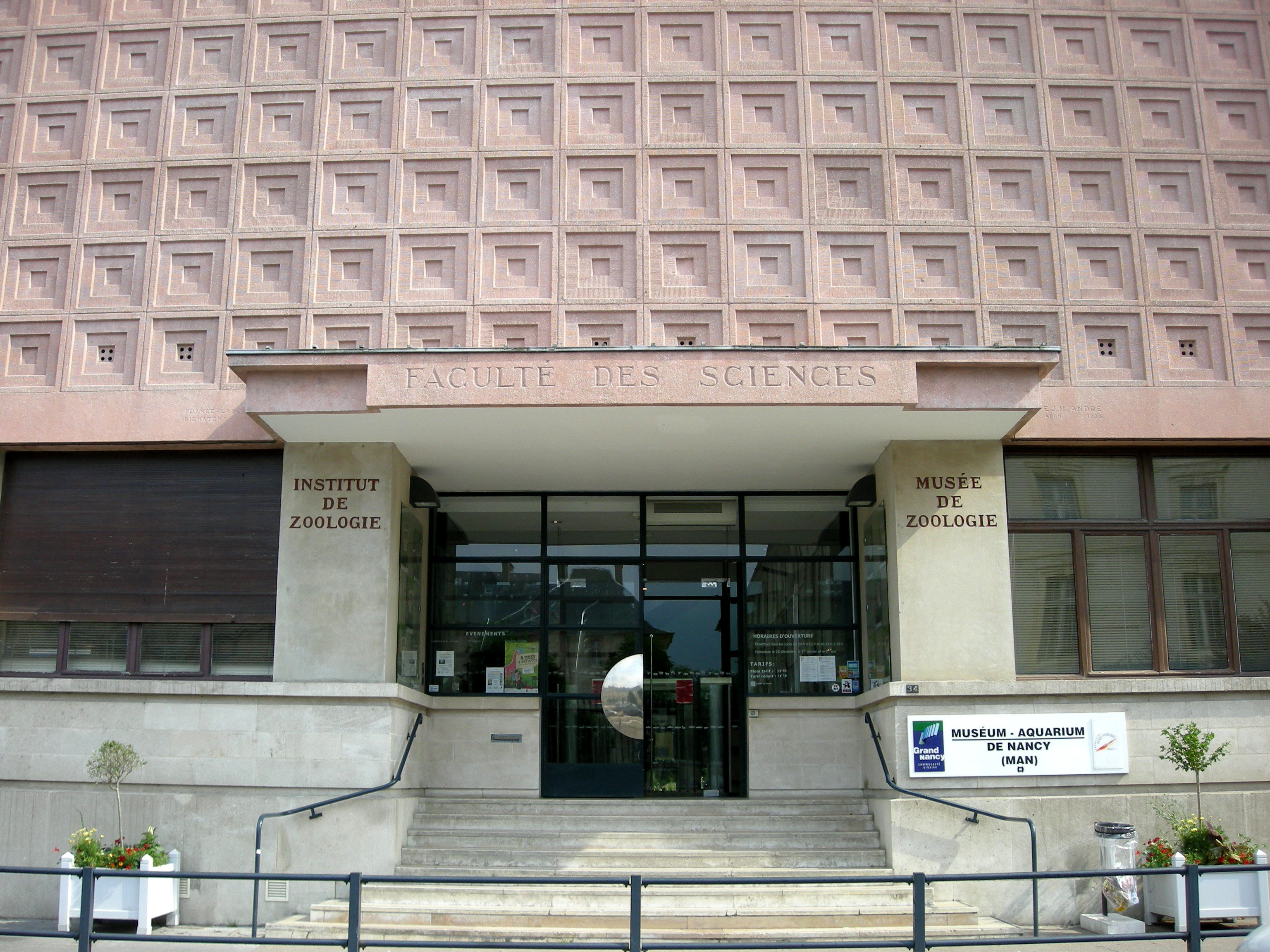
Façade du Muséum-aquarium de Nancy, au 34 de la rue.
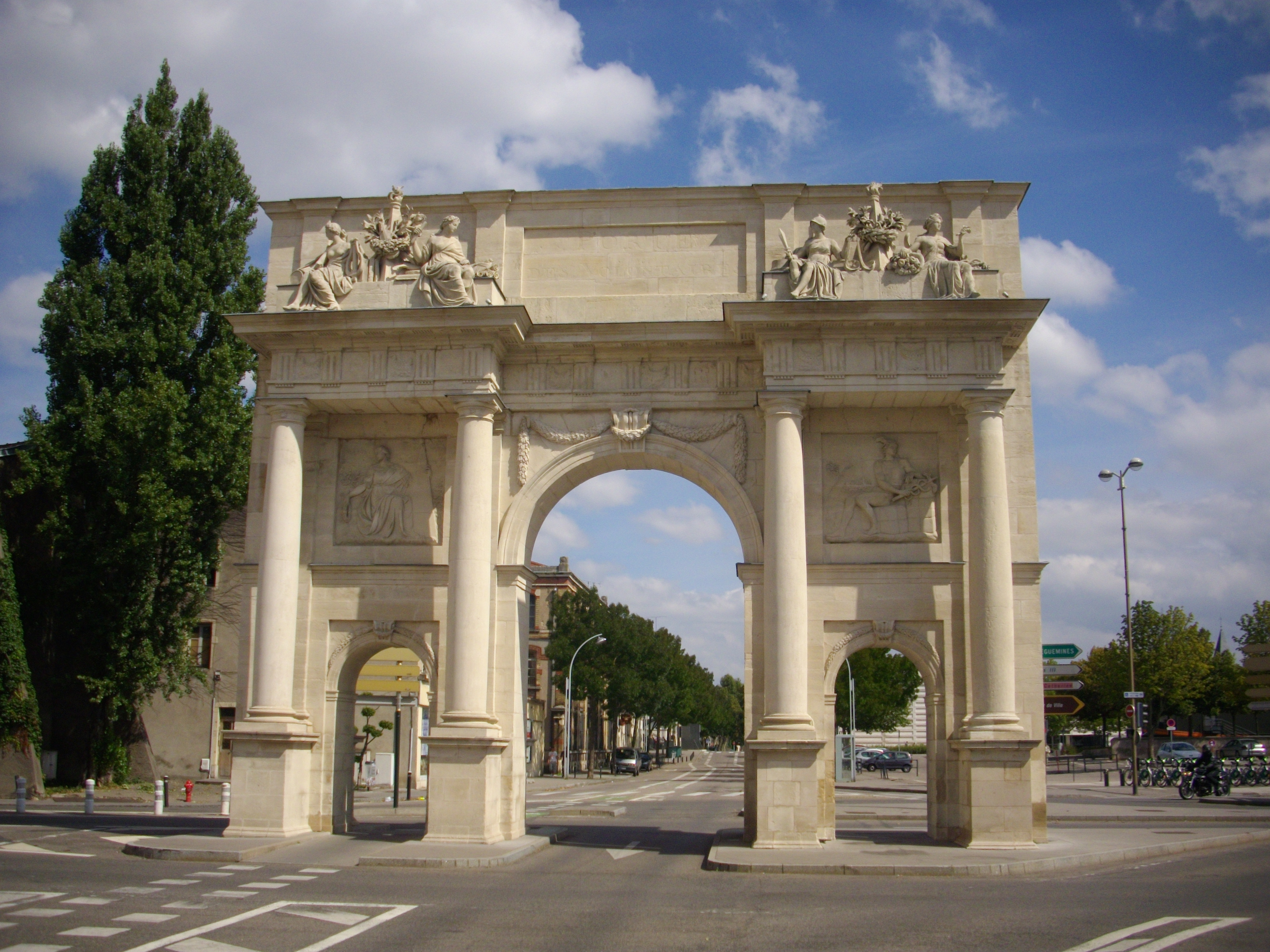
Porte Sainte-Catherine, à l'extrémité orientale de la rue.
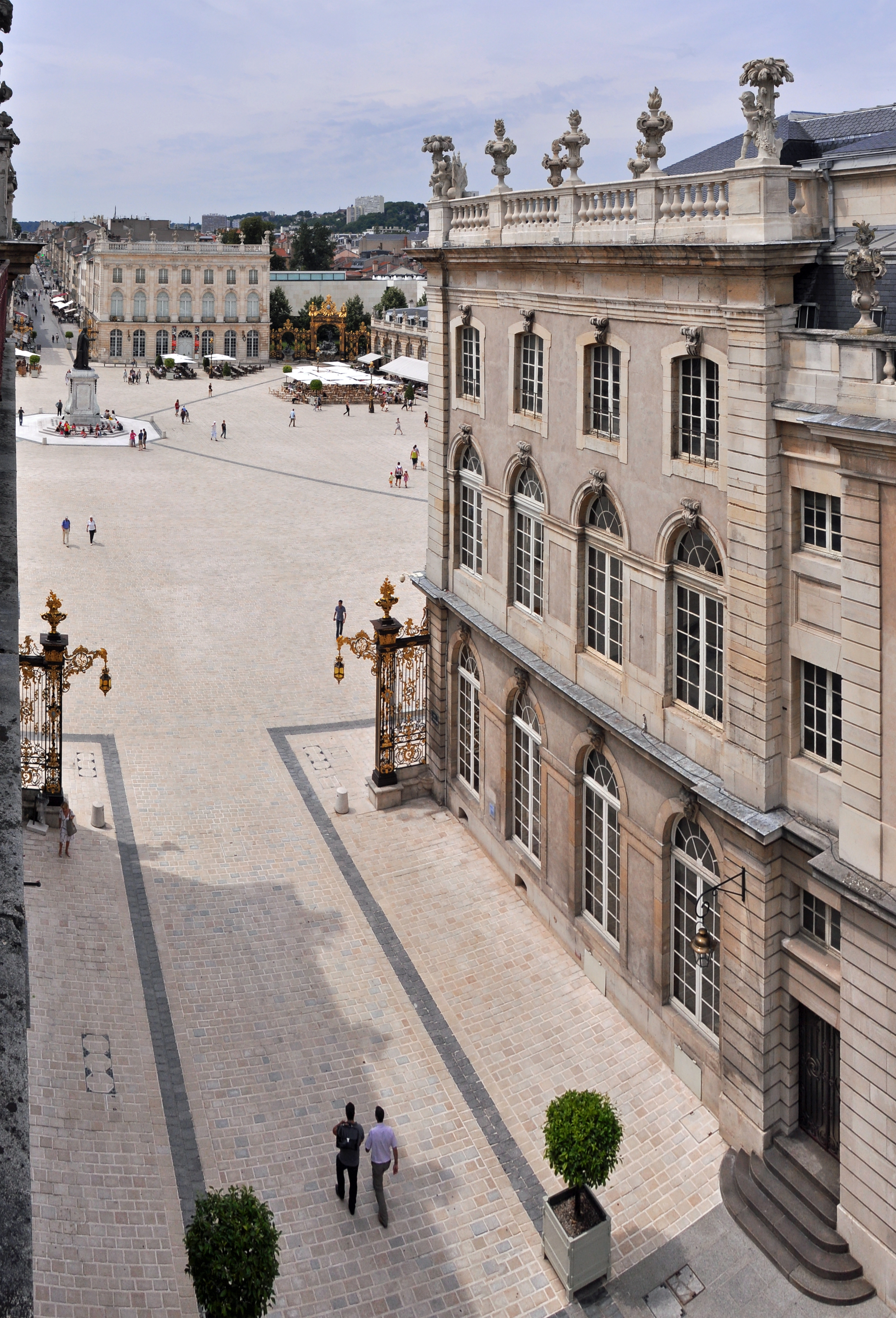
Vue sur la place Stanislas et le début de la rue Sainte-Catherine.
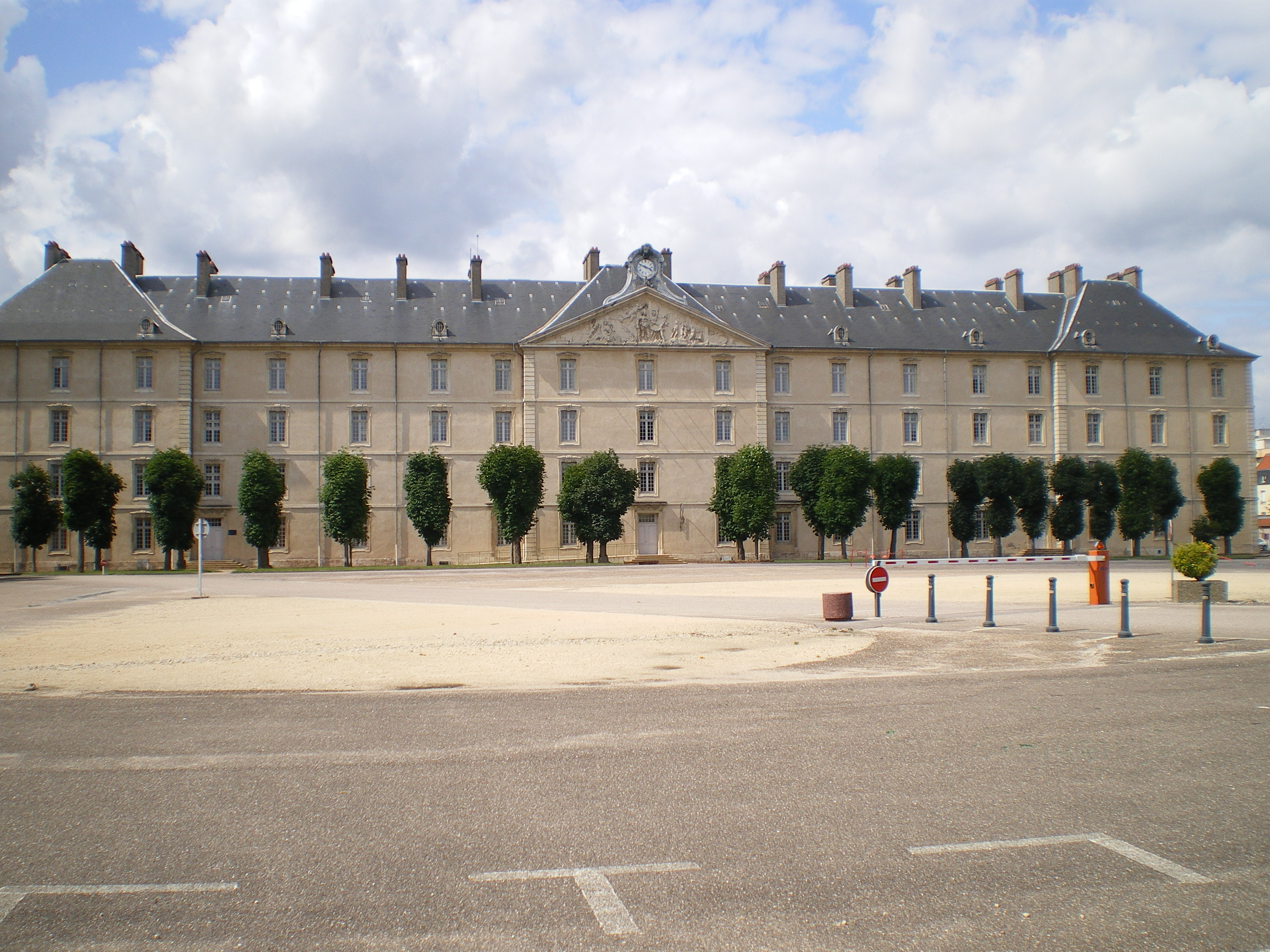
Vue sur la caserne Thiry.